# Transductor subsecuencial
Un transductor subsecuencial o transductor 1-subsecuencial es aquel donde los símbolos de salida se generan sólo cuando se han visto suficientes símbolos en la entrada para garantizar una salida correcta.
Se puede decir que es un transductor secuencial ampliado para permitir una cadena de salida adicional.
La subsecuencialidad es necesaria porque puede pasar que {\displaystyle \eta (w)} no sea un prefijo de {\displaystyle \eta (wa)} y por tanto {\displaystyle \eta (wa)} no se pueda construir secuencialmente a partir de {\displaystyle \eta (w)} simplemente agregándole más símbolos. Por esto, parte de la salida se ha de dejar para cuando se sepa que la entrada ha terminado.
Un transductor subsecuencial es una 6-tupla (Q,X,Y, q0,E,{\displaystyle \sigma } ) tal que (Q,X,Y, q0,E) es un transductor secuencial y {\displaystyle \sigma } : Q {\displaystyle \rightarrow } Y* es una función parcial.
La transducción {\displaystyle t:X^{*}\rightarrow Y^{*}} es tal que {\displaystyle t(x)=t'(x)\sigma (q)} donde {\displaystyle t'(x)} es la transducción realizada por el transductor secuencial y {\displaystyle q} es el estado que se alcanzó con entrada {\displaystyle x}.